# WORLD DOWNTOWN
『WORLD DOWNTOWN』（ワールド・ダウンタウン）は、2004年4月13日から9月14日までフジテレビ系列で毎週火曜24:35 - 24:58（JST）に放送されていたトークバラエティ番組である（日時は関東地区。地域差あり）。全22回。
欧米のニュース番組を模したセットで、世界の様々なニュースを各界の著名人のコメントを交えて紹介する番組。ダウンタウンは後番組『考えるヒト』に引き続き出演した。

## 作風
MC・コメンテーターの外国人3人の発言は全て同時通訳風に、声優によってリアルタイムで日本語に吹き替えられている。
外国のニュース番組にコメンテーターとして日本のコメディアン・ダウンタウンの浜田雅功・松本人志が出演しているという設定で、MCや外国人コメンテーターからは無茶な扱いを受け玩ばれる。
VTRおよびスタジオトークは、回を重ねるごとに過激さやシュールさを増していった。VTRは、フィリピンでのゴキブリ捕獲や町医者の麻酔無しの抜歯など過激なものや、フィリピンで売られている日本や欧米の製品のパクリ製品の紹介などがあった。
外国人出演者がVTRに関連してコメントする時は、毎回のように繰り返されるお決まりのパターンがあり、MCのジル・ベッソンが「○○に関してどう思う？」と振ると、ジョージアン・アフシンが「とにかく、今欧米が最も○○だと思っている国が××なんだけど…」と持論を展開する。それに対しバザロバ・ナタリアが「私はむしろ逆で、○○よりも目」と切り返す。
この間ジルは「鋭い意見をありがとう!」「エ〜クセレ〜ントッ!!」などと相槌を打つ。一見ディベートをしているようで、結局最後は全員何の理由もなく大爆笑する、というオチで終わる。そして、この一連の流れの中でダウンタウンの2人が苦笑したりツッコんだり、傍観したりする、という構図である。
エンディングでのスタッフロールは、中国語風表記であった（例：制作著作：富士电视 FUJITELEVISION）。番組終了時の提供クレジット後のメッセージは、『THESE VTRS IN THE PROGRAM WERE INTERVIEWED AND MADE BY THE ORDINARY PEOPLE OF EACH COUNTRY. IT IS NOT CONFIRMED IF THEY ARE TRUE OR NOT.』（Na:番組のVTRは各国の一般人が取材したもので、その真意は未確認です。）と表記されている。また第17回、第19回、第20回はエンディングが短縮されている。
なお、フジテレビは後に上記の同時通訳のような演出は『CHIMPAN NEWS CHANNEL』や『でんぱジャック-World Wide Akihabara-』などに受け継がれていく。

## 製作
台本は高須光聖。番組が半年足らずで終わった理由として、製作に関わった高須光聖が『松本人志の放送室』第155回で明かしたところによれば、番組セットに本物のニュース番組の倍以上の費用が嵩み、毎回の海外ロケにもそれぞれ多額の費用がかかっていたため、ダウンタウン含むスタッフへのギャラは低くなっていったとのこと。また、声優とMCの双方にギャグの指導を必要とする手間などもあり、高須は「楽しかったが、鬱陶しかった」と話している。なお、最終回のみ登場したアフリカロケは、視聴者に続きがあると思わせるためのギミックであった。

## 出演者

### MC
ジル・ベッソン：｢司会｣
WORLD DOWNTOWNの司会進行役。
初期は普通に「エクセレント!」と言っていただけだったが、だんだんと振りがオーバーになっていった。
ダジャレが好きで、ジョージとナタリアの3人でいつも爆笑している。ハマタやマツモトにも無茶振りをする。
声優は大木淳。

### コメンテーター
浜田雅功：｢ニッポンのコメディアン｣
ニッポンのコメディアン。上記の通り、本来は「ハマダ」なのだが、ジルらにはいつも「ハマタ」と呼ばれる。
番組の開始当初は「日本の面白いゲイニン」としての扱いだったが、回が進むにつれ、ジルからは「ゲイニンの癖に面白いことを言わない」と事あるごとに非難されるようになった。
松本人志：｢ハマタの仲間｣
毎回、ハマタの仲間として紹介される。ジルに無茶振りをされた挙句、何もないまま放置されることも多々ある。
ジルたちからはゲイ扱いされ、「歌手のマッキーと局アナのマッキーのどちらが好きなのか」と問われる場面もあった。以降、最終回までマッキーネタは引っ張られた。
ジョージアン・アフシン：｢ニューヨーク在住の経済アナリスト｣
通称はジョージ。妻子がありながらニューヨーク大学の女子スチューデントのシンディーと浮気した挙句捨てられてしまう。その傷を癒すべく新興宗教にハマり、コメンテーター陣を盛んに勧誘するも、その新興宗教に警察の強制捜査が入り、騙されていたことに気づいてショックで髪がすべて抜ける。その後、演歌の大御所「北島ファミリー」に弟子入りする。
声優は河本邦弘。
バザロバ・ナタリア：｢世界青少年の会議長｣
放送初期はVTRに登場するアジアの青少年のエネルギッシュな目に感動していたが、途中からは自らの性癖や性生活を披露するようになる。
司会のジルからジョージに続いてコメントを求められると、「私はむしろ逆で…○○より目！」と毎回コメントする。
声優は小林優子。
マンスール・マンデラ：｢全アフリカライオンズクラブ・セネガル支部長｣
2004年7月20日・7月27日放送分のみ、夏休みのジョージとナタリアに代わって弟と共に出演。
VTRの内容は昔から全て知っていたと豪語する。
同じフジテレビの『たけしの斎藤寝具店』に通訳係として度々出演していた。
声優は江原正士。
サラム・マンデラ：｢ただの弟｣
2004年7月20日・7月27日放送分のみ、夏休みのジョージとナタリアに代わって兄と共に出演。
とりあえず兄についてきた、ただの弟。兄と逆で、VTRの内容はまったく知らなかったと話す。すごい嗅覚でスタジオ内に隠された食べ物を発見する。
声優は小室正幸。
エディ・マーフィー：｢ビバリーヒルズ・コップ｣
2004年8月24日・8月31日放送分のみ、ナタリアに代わって出演。
ニセモノ。元ネタは「ビバリーヒルズ・コップ」のアクセル・フォーリー。ダジャレがキマると映画のBGM（axel f）に乗って満面の笑みで踊る。
声優はマンデラ兄と同じく江原正士。

### リポーター
ロベルト・ガビシャン：フィリピン担当
巨体で、子供の頃のあだ名は「ブタ」。たまに収録に来ない時がある。
無茶なドッキリをされても怒らない温厚な性格だが、極端に臆病でもある。
アモンポン・キッタポンチャイ：タイ担当
七三分けの特徴のない容姿。2004年4月27日放送分のみ1回きりの登場。
チャーリー・ウィラポン：タイ担当
所構わず痰を吐き、どんな場面でも爆笑する人物。
声優は大森章督。
ンボゴ・マンボゴ：ケニア担当
最終回1回きりの登場。相手に異常なほど顔を近づけマイクを顔に押しつける。ケニアでは実際に有名なタレントであり、都市部の広告や他番組にもその姿が確認できる。
声優は梅津秀行。

### スタッフ
ポール：AD
ハゲのAD。MC・コメンテーター全員がお盆ホリデーで不在の時には司会を担当。松本とコンビを組まされることが多い。
声優は園部啓一/宇垣秀成。
アリジュン：フィリピン担当ディレクター
ガビシャンの寝起き企画などでレポートを担当。ガビシャン不在時には、実験企画と称していたずらをする。
声優は桜井敏治。
エニエゴ：フィリピン音声担当
アリジュンの指示のもと、笑いをこらえながら寝ている人の顔や体に落書きしたり、服をハサミで切るという悪戯を行う。また、その際には舌が出る。

### ナレーション
- 宗矢樹頼

## 各回リスト・出演者
| 回 | 放送日  | MC             | コメンテーター1        | コメンテーター2        | コメンテーター3        | コメンテーター4        |
| -- | ------- | -------------- | ---------------------- | ---------------------- | ---------------------- | ---------------------- |
| 1  | 4月13日 | ジル・ベッソン | ジョージアン・アフシン | バザロバ・ナタリア     | 浜田雅功               | 松本人志               |
| 2  | 4月20日 | ジル・ベッソン | ジョージアン・アフシン | バザロバ・ナタリア     | 浜田雅功               | 松本人志               |
| 3  | 4月27日 | ジル・ベッソン | ジョージアン・アフシン | バザロバ・ナタリア     | 浜田雅功               | 松本人志               |
| 4  | 5月4日  | ジル・ベッソン | ジョージアン・アフシン | バザロバ・ナタリア     | 浜田雅功               | 松本人志               |
| 5  | 5月18日 | ジル・ベッソン | ジョージアン・アフシン | バザロバ・ナタリア     | 浜田雅功               | 松本人志               |
| 6  | 5月25日 | ジル・ベッソン | ジョージアン・アフシン | バザロバ・ナタリア     | 浜田雅功               | 松本人志               |
| 7  | 6月1日  | ジル・ベッソン | ジョージアン・アフシン | バザロバ・ナタリア     | 浜田雅功               | 松本人志               |
| 8  | 6月8日  | ジル・ベッソン | ジョージアン・アフシン | バザロバ・ナタリア     | 浜田雅功               | 松本人志               |
| 9  | 6月15日 | ジル・ベッソン | ジョージアン・アフシン | バザロバ・ナタリア     | 浜田雅功               | 松本人志               |
| 10 | 6月22日 | ジル・ベッソン | ジョージアン・アフシン | バザロバ・ナタリア     | 浜田雅功               | 松本人志               |
| 11 | 6月29日 | ジル・ベッソン | ジョージアン・アフシン | バザロバ・ナタリア     | 浜田雅功               | 松本人志               |
| 12 | 7月6日  | ジル・ベッソン | ジョージアン・アフシン | バザロバ・ナタリア     | 浜田雅功               | 松本人志               |
| 13 | 7月13日 | ジル・ベッソン | ジョージアン・アフシン | バザロバ・ナタリア     | 浜田雅功               | 松本人志               |
| 14 | 7月20日 | ジル・ベッソン | マンスール・マンデラ   | サラム・マンデラ       | 浜田雅功               | 松本人志               |
| 15 | 7月27日 | ジル・ベッソン | マンスール・マンデラ   | サラム・マンデラ       | 浜田雅功               | 松本人志               |
| 16 | 8月3日  | ジル・ベッソン | ジョージアン・アフシン | バザロバ・ナタリア     | 浜田雅功               | 松本人志               |
| 17 | 8月10日 | ジル・ベッソン | ジョージアン・アフシン | バザロバ・ナタリア     | 浜田雅功               | 松本人志               |
| 18 | 8月17日 | ポール         | （お盆ホリデーで不在） | （お盆ホリデーで不在） | （お盆ホリデーで不在） | （お盆ホリデーで不在） |
| 19 | 8月24日 | ジル・ベッソン | ジョージアン・アフシン | エディ・マーフィー     | 浜田雅功               | 松本人志               |
| 20 | 8月31日 | ジル・ベッソン | ジョージアン・アフシン | エディ・マーフィー     | 浜田雅功               | 松本人志               |
| 21 | 9月7日  | ジル・ベッソン | ジョージアン・アフシン | バザロバ・ナタリア     | 浜田雅功               | 松本人志               |
| 22 | 9月14日 | ジル・ベッソン | ジョージアン・アフシン | バザロバ・ナタリア     | 浜田雅功               | 松本人志               |

## 内容
リポーター名と内容を示す。なお、内容は便宜的につけたものである。
第1回
- ロベルト・ガビシャン「ちょっと変わった喫茶店」
- ロベルト・ガビシャン「お金がもらえる電器店」

第2回
- ロベルト・ガビシャン「虫男決定祭り」
- タイのTV番組「アンラッキーマン・ショー」

第3回
- ロベルト・ガビシャン「STAR CITYのお化け屋敷」
- アモンポン・キッタポンチャイ「俺の方がすごいぞコンテスト」

第4回
- チャーリー・ウィラポン「毒蛇にかまれても死なない男」
- チャーリー・ウィラポン「バンコクの若者の間で食虫ブーム」

第5回
- ロベルト・ガビシャン「STAR CITYのLION IS KING」
- ロベルト・ガビシャン「ワールド・レコーダーズ」

第6回
- チャーリー・ウィラポン「正月の水かけ祭り」
- ロベルト・ガビシャン「ワールド・レコーダーズ2」

第7回
- ロベルト・ガビシャン「白いゴキブリ」
- チャーリー・ウィラポン「俺の方がすごいぞコンテスト2」

第8回
- チャーリー・ウィラポン「美容学生のカット実習」
- アリジュン「昼寝中の人の顔に落書き」

第9回
- チャーリー・ウィラポン「男性向け総合エステサロン」
- ロベルト・ガビシャン「ワールド・レコーダーズ3」

第10回
- チャーリー・ウィラポン「絶対に取れないかつらのCM」
- ロベルト・ガビシャン「消防士に1日密着」

第11回
- チャーリー・ウィラポン「金玉マッサージ」
- ロベルト・ガビシャン「動物ものまねで入園無料になる動物園」

第12回
- チャーリー・ウィラポン「雨乞いのロケット祭り」
- アリジュン「昼寝中の人を裸にする」

第13回
- ロベルト・ガビシャン「20秒で虫歯を抜く歯医者」
- ロベルト・ガビシャン「ワールド・レコーダーズ4」

第14回
- ロベルト・ガビシャン「デパートの夏のボーナス商戦」
- チャーリー・ウィラポン「動物博士」

第15回
- チャーリー・ウィラポン「ダサ男改造計画」
- アリジュン「ガビシャンに寝起きドッキリ」

第16回
- ロベルト・ガビシャン「ブタ祭り」
- チャーリー・ウィラポン「ドリアンの生産現場」

第17回
- ロベルト・ガビシャン「No.1ビキニ美人コンテスト」
- チャーリー・ウィラポン「ダサ男改造計画2」

第18回（総集編）
- タイ「俺の方がすごいぞコンテスト」「金玉マッサージ」「動物博士」
- フィリピン「STAR CITYのLION IS KING」「昼寝中の人の顔に落書き」「デパートの夏のボーナス商戦」
- バザロバ・ナタリアのセクシーな発言集
- ジル・ベッソンが根性を見せた未公開衝撃映像

第19回
- アリジュン「伝説の惚れ薬」
- チャーリー・ウィラポン「豊胸エクササイズ」

第20回
- ロベルト・ガビシャン「ホストクラブで話題の遊び」
- チャーリー・ウィラポン「ダサ男改造計画3」

第21回
- チャーリー・ウィラポン「重量挙げの極意を学ぶ」
- チャーリー・ウィラポン「男岩」

第22回
- ンボゴ・マンボゴ「食べられる石」
- ンボゴ・マンボゴ「マサイ族に1日密着」